# قاتلان جاده‌ای (فیلم)
قاتلان جاده‌ای (به انگلیسی: The Road Killers) یا (به انگلیسی: Roadflower) فیلمی محصول سال ۱۹۹۵ و به کارگردانی دیران سارافیان است. در این فیلم بازیگرانی همچون کریستوفر لمبرت، کریگ شفر، دیوید آرکت، جاش برولین، جوزف گوردون لویت، جان پایپر-فرگوسن، کریستوفر مک‌دونالد، میچل فوربز و آدرین شلی ایفای نقش کرده‌اند.